# Ross (Califòrnia)
Ross és una població dels Estats Units a l'estat de Califòrnia. Segons el cens del tenia 2.329 habitants.

## Demografia
Segons el cens del 2000, Ross tenia 2.329 habitants, 761 habitatges, i 626 famílies. La densitat de població era de 565,6 habitants/km².
Dels 761 habitatges en un 44,3% hi vivien nens de menys de 18 anys, en un 72% hi vivien parelles casades, en un 7% dones solteres, i en un 17,7% no eren unitats familiars. En el 12,7% dels habitatges hi vivien persones soles el 5,3% de les quals corresponia a persones de 65 anys o més que vivien soles. El nombre mitjà de persones vivint en cada habitatge era de 2,94 i el nombre mitjà de persones que vivien en cada família era de 3,21.
Per edats la població es repartia de la següent manera: un 30,2% tenia menys de 18 anys, un 3,4% entre 18 i 24, un 21,3% entre 25 i 44, un 32,8% de 45 a 60 i un 12,4% 65 anys o més.
L'edat mitjana era de 42 anys. Per cada 100 dones de 18 o més anys hi havia 86 homes.
La renda mitjana per habitatge era de 102.015 $ i la renda mitjana per família de 102.593 $. Els homes tenien una renda mitjana de 75.784 $ mentre que les dones 52.083 $. La renda per capita de la població era de 51.150 $. Entorn del 5,6% de les famílies i el 8,5% de la població estaven per davall del llindar de pobresa.

## Poblacions més properes
El següent diagrama mostra les poblacions més properes.